# Diane-Capelle
Diane-Capelle (deutsch Dianenkappel, 1871–1894 Kappel, 1940–1944 Jägersdorf) ist eine französische Gemeinde mit 244 Einwohnern (Stand 1. Januar 2022) im Département Moselle in der Region Grand Est (bis 2015 Lothringen).

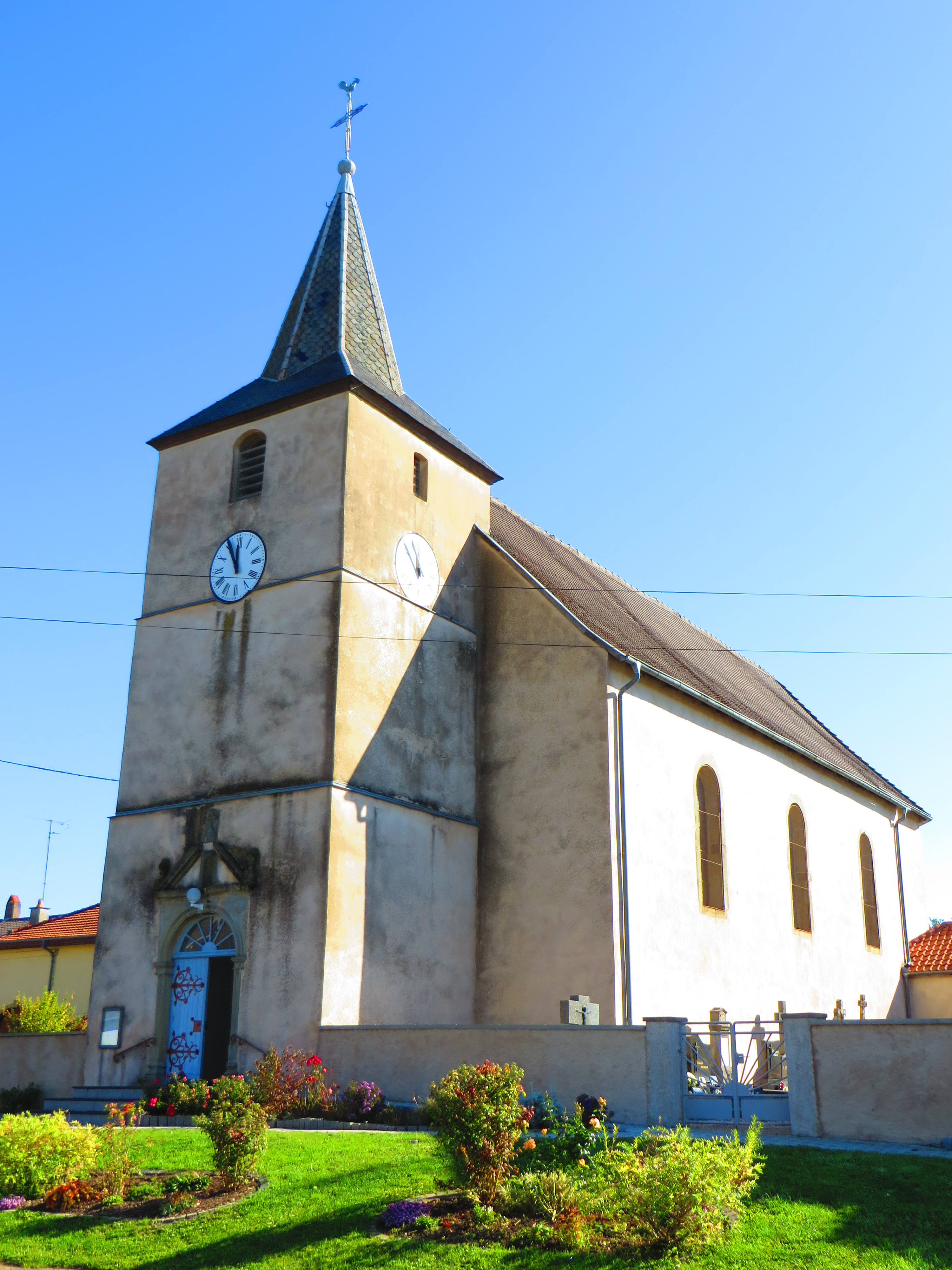
Kirche Saint-Denis

## Geographie
Die Gemeinde liegt in Lothringen, neun Kilometer westlich von Sarrebourg (Saarburg) am Saarkanal. Zur Gemeinde Diane-Capelle gehören die Weiler Houillons und Tuillier sowie der südliche Teil des Stockweihers.

## Geschichte
Der Ort gehörte früher zur lothringischen Herrschaft Finstingen. Ältere Ortsbezeichnungen sind Capelle (1427),Diane Cappel (1650) und Diane-la-Chapelle (1810).
Durch den Frankfurter Frieden vom 10. Mai 1871 kam die Region an das deutsche Reichsland Elsaß-Lothringen, und das Dorf wurde dem Kreis Saarburg im Bezirk Lothringen zugeordnet. Die Dorfbewohner betrieben Getreidebau und erhebliche Viehzucht.
Nach dem Ersten Weltkrieg musste die Region aufgrund der Bestimmungen des Versailler Vertrags 1919 an Frankreich abgetreten werden und wurde Teil des Département Moselle. Im Zweiten Weltkrieg war die Region von der deutschen Wehrmacht besetzt.
Vom 1. Oktober 1972 bis zum 1. Januar 1985 war Diane-Capelle mit Kerprich-aux-Bois zur Gemeinde Diane-et-Kerprich zusammengeschlossen.

### Bevölkerungsentwicklung
| Jahr      | 1962 | 1968 | 1975 | 1982 | 1990 | 1999 | 2007 | 2019 |
| Einwohner | 220  | 233  | 200  | 180  | 189  | 216  | 224  | 221  |